# 安東盧氏
安東盧氏（アンドンノし、안동노씨）は、朝鮮の氏族の一つ。本貫は慶尚北道安東市である。2015年の調査では、3,282人である。
始祖は、中国唐の翰林学士を務めていた時に新羅に派遣された盧穂の5男の盧満である。
盧満は、新羅時代に安東伯に封じられ、盧満の子孫の盧祐が高麗時代に吏部尚書と平章事を任官し、安東に定着、安東盧氏を創始した。
光州盧氏、交河盧氏、豊川盧氏、長淵盧氏、安康盧氏、延日盧氏、平壌盧氏、谷山盧氏と共に盧氏中央宗親会をなしている。